# Bernwardsdenkmal

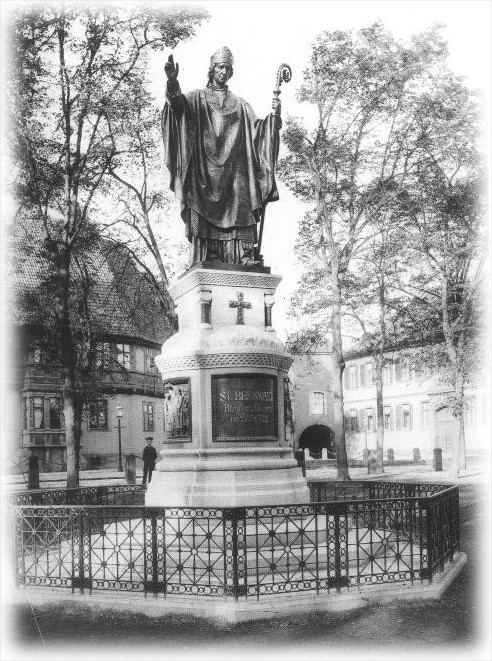
Das Bernwardsdenkmal im ursprünglochen Zustand mit mehrstufigem Unterbau, Bronzetafeln und Umzäunung (Foto von Lutz Engelhardt, nach 1893)

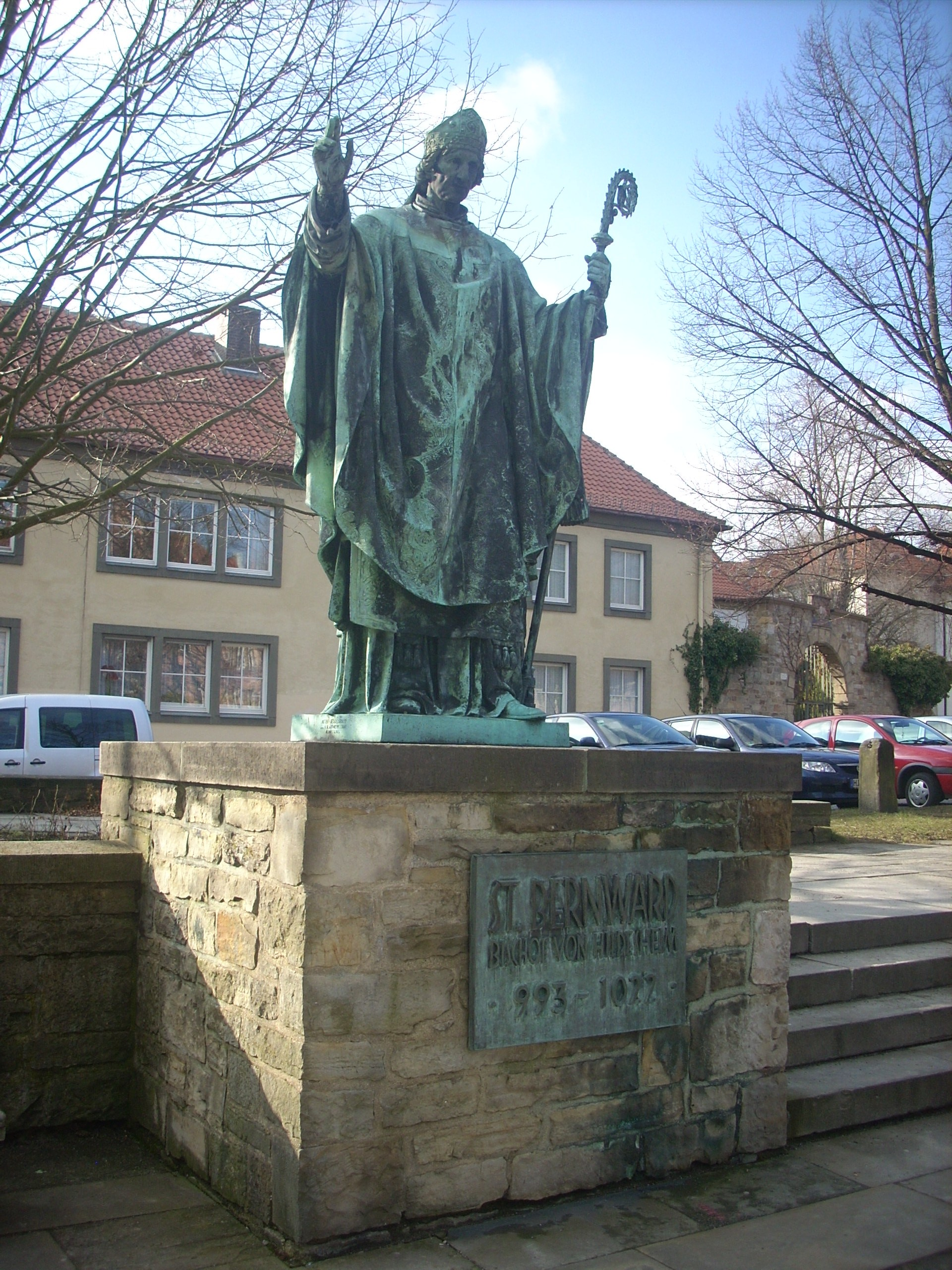
Aufstellung 1955–2011 (Foto 2009)

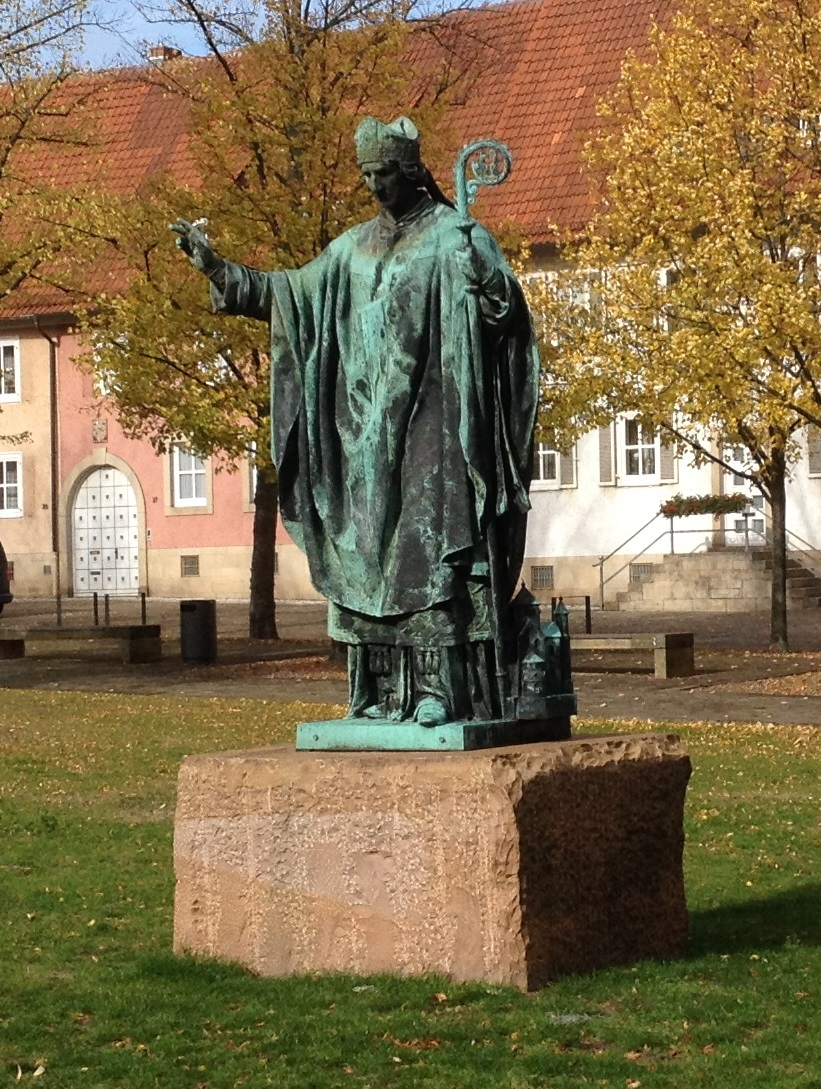
Aufstellung seit 2014 (Foto 2019)

Das Bernwardsdenkmal (auch Bernwarddenkmal, ursprünglich Bernward-Denkmal) ist eine überlebensgroße Bronzestatue des Heiligen Bischof Bernward von Hildesheim in Hildesheim in Niedersachsen. Das nach einem Entwurf des Berliner Bildhauers Ferdinand Hartzer geschaffene Denkmal wurde 1893 zur Neunhundertjahrfeier der Inthronisation Bernwards als Bischof von Hildesheim auf dem Domhof aufgestellt. Seither haben sich der Standort und der Sockel mehrfach geändert.

## Geschichte

### Entstehungsgeschichte und Kunstwettbewerb
Stärker noch als seine Vorgänger orientierte sich Daniel Wilhelm Sommerwerck, Bischof von Hildesheim 1871–1905, am Vorbild Bernwards und stellte den Angehörigen seiner Diözese den bedeutenden Vorgänger und Heiligen immer wieder eindringlich vor Augen. Vor dem Hintergrund des Kulturkampfs und der nachfolgenden Konsolidierung der katholischen Kirche im neuen deutschen Kaiserreich bekam Bernwards politisches Wirken, besonders seine Erziehungs- und Beratertätigkeit für die Kaiser Otto III. und Heinrich II., aktuelle kulturpolitische Symbolkraft. So entstand in den 1870er Jahren der Plan eines repräsentativen Bernewardsdenkmals. Doch erst 1885, im Anschluss an einen Hirtenbrief zum Bernwardsthema, ließ Bischof Sommerwerck einen öffentlichen Aufruf ergehen, der um Unterstützung des Denkmalsplans warb. Der von Kultusministers Gustav  von Goßler mit der Zusage eines „Hülfs-Modells auf Staatskosten“ hilfsbereit begleitete und u. a. von Regierungspräsident Hugo Schutz, Bürgermeister Gustav Struckmann und Senator Hermann Roemer unterzeichnete Aufruf fand ein lebhaftes Echo.
„Nach langen Vorbereitungen“ schrieb Anfang 1889 ein örtliches „Denkmal-Komité“ einen auf acht Künster beschränkten künstlerischen Wettbewerb zu einem bronzenden Bernwardsdenkmal in 1½facher Lebensgröße auf einem Granitsockel aus. Zudem sollten drei Bronzereliefs am Sockel „die Thätigkeit Bernwards als Oberhirt, Kirchenfürst und Künstler“ zeigen. Die Abgabe der Arbeiten war auf den 1. Mai terminiert. Im Juni 1889 traf die einberufene „Landes-Kunst-Kommission“ ihre Entscheidung: Der erster Preis mit einem Preisgeld von 2000 Mark ging an Bildhauer Ferdinand Hartzer (Berlin), den 2. Preis bekam Bildhauer Peter Fuchs (Köln) und den 3. Preis Bildhauer Martin Wolff (Berlin).
Der von Hartzer vorgesehene Unterbau fand allerdings keine Zustimmung, auch weil die Ausschreibung zuvor ausdrücklich die Mitarbeit eines Architekten empfohlen hatte. 1890 legte Hartzer einen Neuentwurf vor, für den er die Hilfe des ihm eng verbundenen Architekten Christoph Hehl in Anspruch nahm. Dann zog sich die Ausführung des Denkmals zeitlich hin: Im Mai 1893 Hartzer das Denkmalsmodell vollendet. Die Inschriften an der Plinthe dokumentieren, dass das Bronzestandbild erst 1893 von der Berliner Bildgießerei „Aktien-Gesellschaft vorm. Gladebeck u. Sohn“ gegossen wurde.

Am 28. September 1893, im Zeichen des 900. Jahrtags von Bernwards Bischofsweihe, außerdem dem 700. Jahrtag seiner Heiligsprechung und am Vortag des in Hildesheim bedeutsamen Michaelistags, enthüllte Bischof Sommerwerck unter großer Anteilnahme des Diözesanklerus, der Regierung, der Stadt Hildesheim und der Bevölkerung in einer feierlichen Zeremonie das neue Denkmal und bezeichnete dabei den Heiligen Bernward als ein „Vorbild der treuesten, opferfreudigsten Liebe zu unserem heißgeliebten Vaterland, zu Kaiser und Reich, zu der von Gott gesetzten Autorität und Ordnung“. Zur Erinnerung an die Feier erschien eine Festschrift, verfasst von dem späteren Bisschof Adolf Bertram.

Details
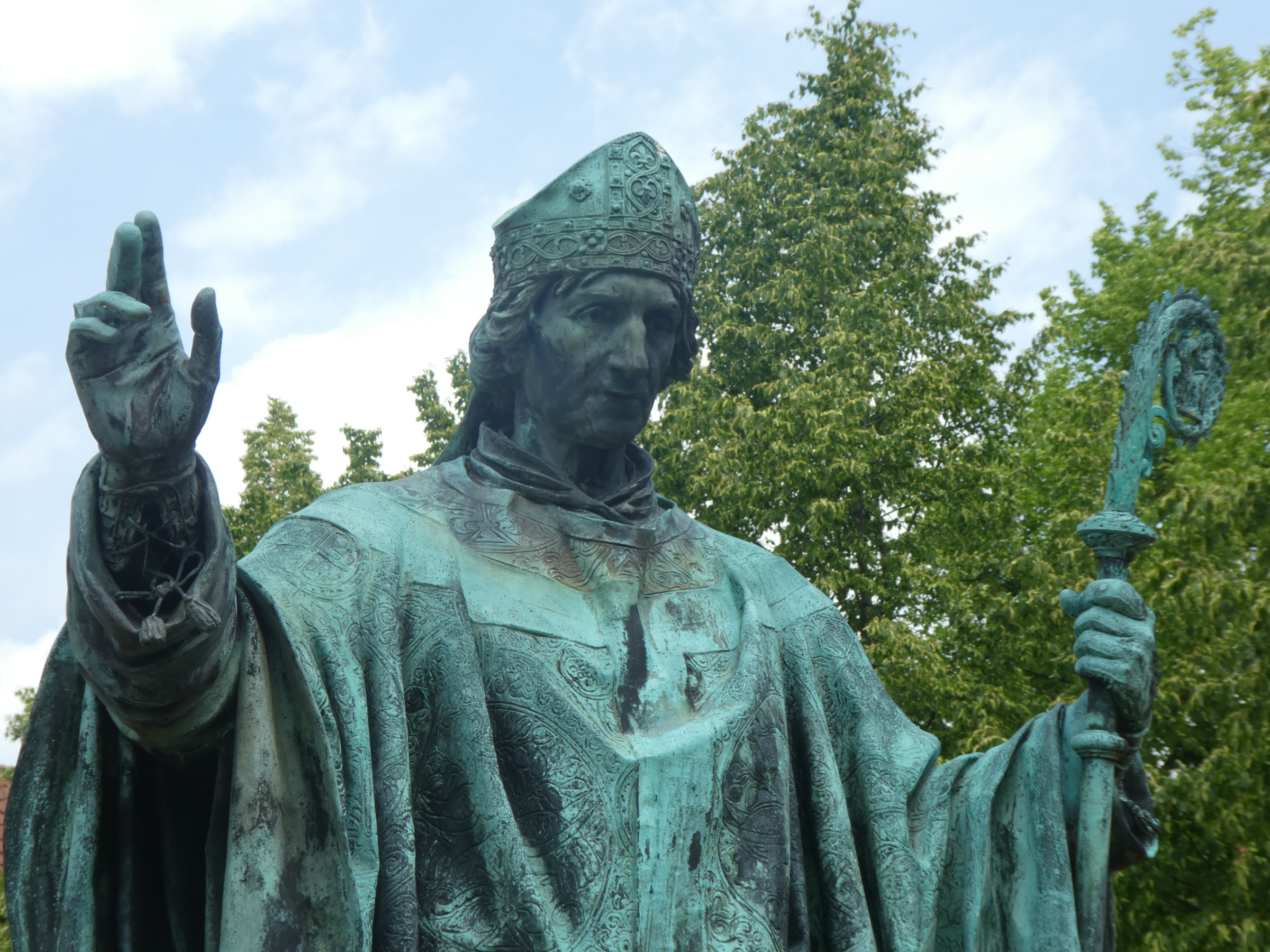
Segnender Bischof in liturgischem Gewand
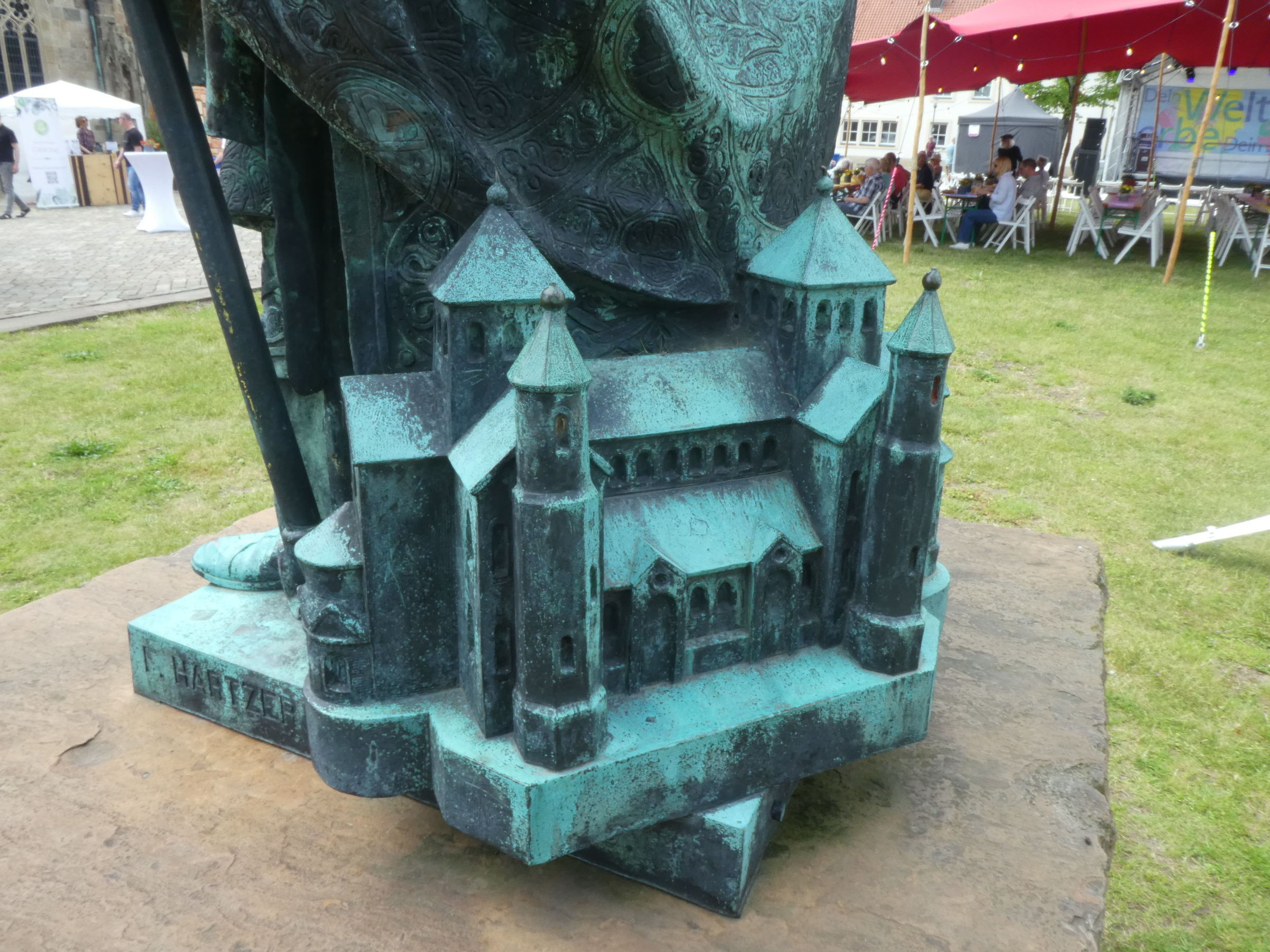
Attribut: Modell der Michaeliskirche zu Füßen der Statue
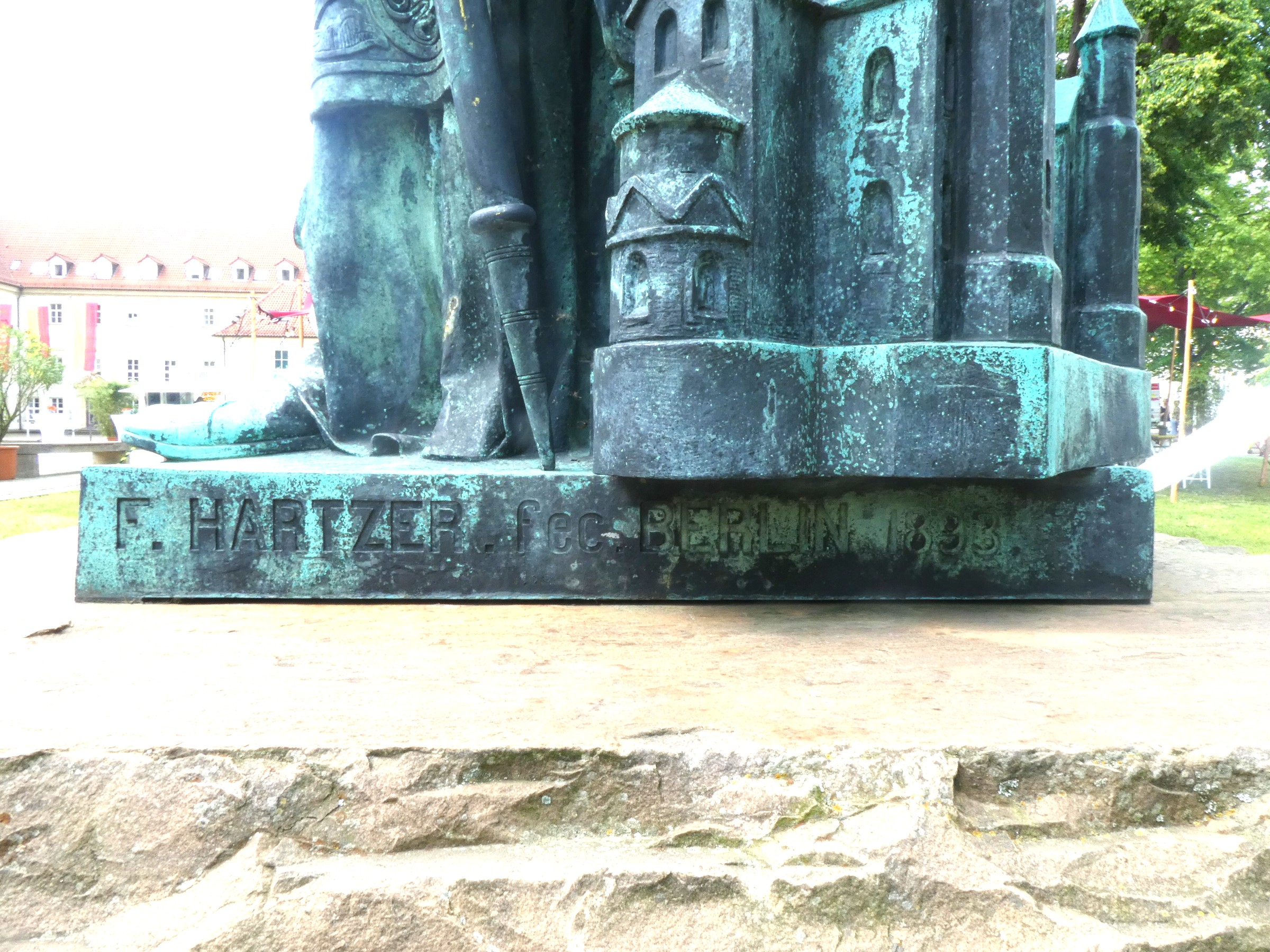
Künstlerinschrift an der Bronzeplinthe, datiert 1893
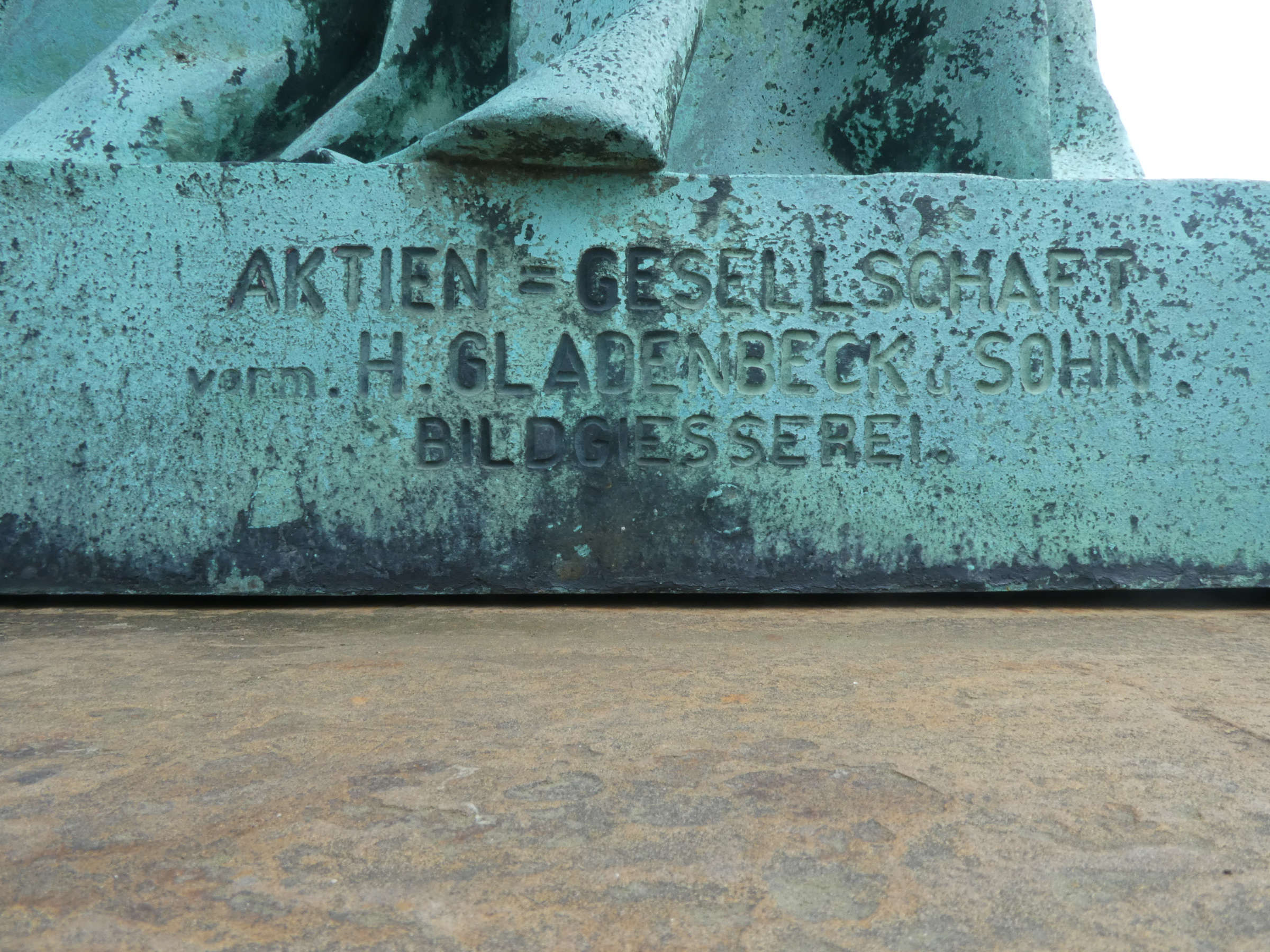
Gießereiinschrift an der Bronzeplinthe

### Ursprüngliche Aufstellung
Das Bernwardsdenkmal war ursprünglich von einem schmiedeeisernen Gitter umgeben und stand mit einer Gesamthöhe von 3,30 m auf einem monumentalen Unterbau etwa in der Mitte zwischen Dom und Bischofshaus und beherrschte von dort aus den nördlichen, sogenannten Großen Domhof. An derselben Stelle hatte bis ins Jahr 1893 die große bernwardinische Christussäule gestanden, bevor sie aus konservatorischen Gründen ins witterungsgeschützte Innere des Hildesheimer Doms in den südlichen Querhausarm versetzt wurde.
Der ursprüngliche Denkmalsockel aus hellgrauem Granit war in neuromanischen Formen gestaltet und gliederte sich in einen großen achteckigen Stufenbau, darauf stand ein hoher Sockel, in dessen gerundete Mitten je ein Bronzerelief eingelassen war. Die vordere Tafel nannte den Namen und die Bischofsjahre Bernwards, die anderen drei drei zeigten die im Künstlerwettbewerb von 1889 geforderten Szenen aus Bernewards Leben. Auf der Hauptschauseite las man die Inschrift „ST. BERNWARD / Bischof von Hildesheim / von 993 bis 1022.“ Darüber und unmittelbar unter dem Bronzestandbild des Bischofs war ein zusätzlicher Block eingefügt, daran frontal eine Nachbildung des Bernwardskreuzes.
Die Bronzereliefs des Sockels wurden im Februar 1943 abgenommen und zu Kriegszwecken eingeschmolzen. Die Statue selbst wurde eingelagert und überstand die Zerstörungen Hildesheims im Zweiten Weltkrieg. Nach dem Krieg beschloss das Domkapitel, das Standbild nicht wieder auf den alten Unterbau zu stellen. Der Sockel wurde 1966 abgetragen.

### 1955 bis 2011
Im Zuge des Wiederaufbaus des kriegszerstörten Doms wurde die Statue auf einem breiten kubischen Sockel aus grob behauenem Natursteinmauerwerk am Vorplatz des Nordwesteingangs zum Dom neu aufgestellt. Wer sich von Osten (Stadtseite) näherte, ging frontal auf das Bischofsdenkmal zu und wurde von ihm gleichsam begrüßt, bevor er den Dom betrat. Das Gelände stieg hinter dem Sockel fast bis zu dessen Höhe an; eine Treppe neben dem Denkmal überwand diesen Höhenunterschied und machte es möglich, mit dem Bischof annähernd auf gleiche Ebene zu treten.

### Seit 2011
Im September 2011 wurde die Bernwardstatue im Zuge der anstehenden, großen Domsanierung und Neugestaltung des Domhofs vorübergehend in den Garten des nahen Hauses Domhof 24 („Albertinum“) transloziert. Der Domhof wurde nach einem Wettbewerb und Plänen des Landschaftsarchitekturbüros Hahn von Hantelmann (Hamburg) umgestaltet und dabei das Bernwardsdenkmal 2014 auf einer neu geschaffene Rasenfläche des Großen Domhofs nördlich des Doms mit Blick nach Süden zum Dom neu platziert. Absicht sei es gewesen, in unmittelbarer Nähe zum Nordparadies diesen viel genutzten Domeingang zu betonen. Der dazu ebenfalls neu geschaffene, niedrige Sockel des Denkmals besteht nun aus einen schlichten, grob behauenen Sandsteinmonolith ohne Inschriften.

## Beschreibung der Bronzestatue
Das mit grüner Patina überzogene, 1,3 Tonnen schwere Bronzestandbild zeigt den Heiligen in den bischöflichen liturgischen Gewändern Albe mit Stola und Manipel, Messgewand, Mitra und Krummstab. Dabei hat sich Hartzer um historische Detailtreue bemüht, etwa durch die Übernahme des Dekors der im Dommuseum aufbewahrten Bernwardskasel. Mitra und Krummstab, dieser mit einer Marienkrönung in der Krümme, sind jedoch ein- bis zweihundert Jahre jüngeren Vorbildern nachgebildet.
Die Haltung des Bischofs ist aufrecht, dabei leicht zum Betrachter vor- und herabgeneigt, was auch der ursprünglich vorhandenen Untersicht des Denkmals auf dem höheren Stufen- und Sockelunterbau geschuldet ist. Die vorgeschobene Stellung des linken Fußes und die Vorwärtsneigung des Stabes deuten eine schreitende Bewegung an. Dazu passt das nach hinten wallende lange und dichte Haupthaar. Die rechte Hand ist zum Segensgestus erhoben, die linke hält, fast auf gleicher Höhe, den Bischofsstab. Die ausgebreiteten Arme führen dazu, dass sich das Messgewand breit entfaltet. Der Blick des schmalen, ernsten, nicht mehr jungen Gesichtes scheint in Hirtensorge über das Volk hin zu gehen. Wo der Krummstab den Boden der Plinthe berührt, steht ein Modell der Hildesheimer Michaeliskirche, Bernwards Gründung und Grabeskirche; es hat hier die Funktion des Heiligenattributs. Die Architektur der bedeutenden frühromanischen Kirche ist idealisiert dargestellt und entspricht nicht ihrem zeitgenössischen Aussehen im 19. Jahrhundert.

## Ursprüngliche Sockelreliefs

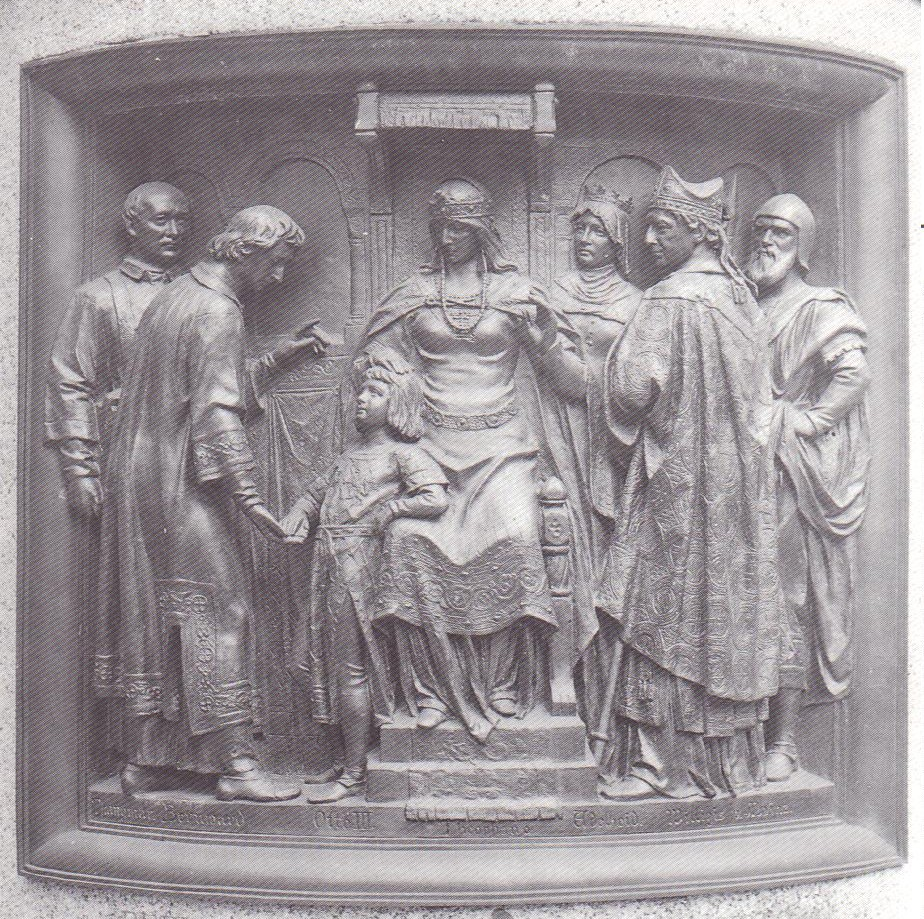
Bernward übernimmt die Erziehung Ottos III. (in der Mitte Theophanu)
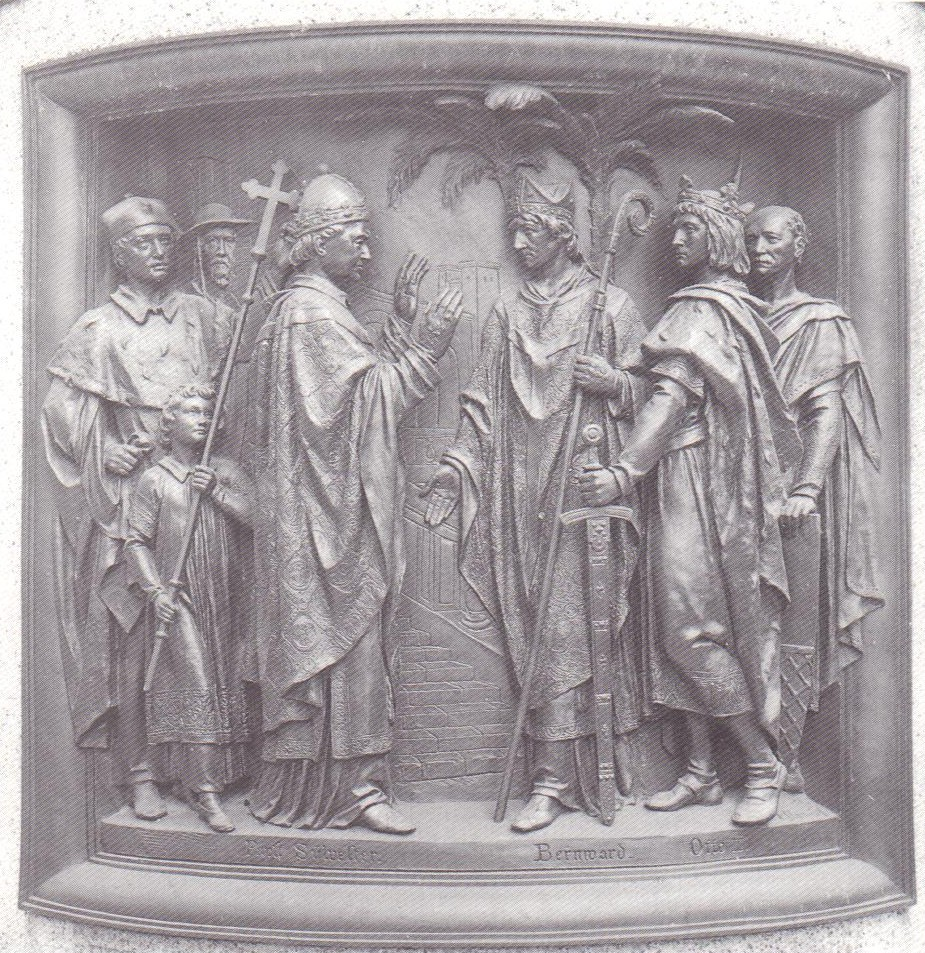
Bernward von Sylvester II. in Rom begrüßt (an seiner Seite Otto III.)
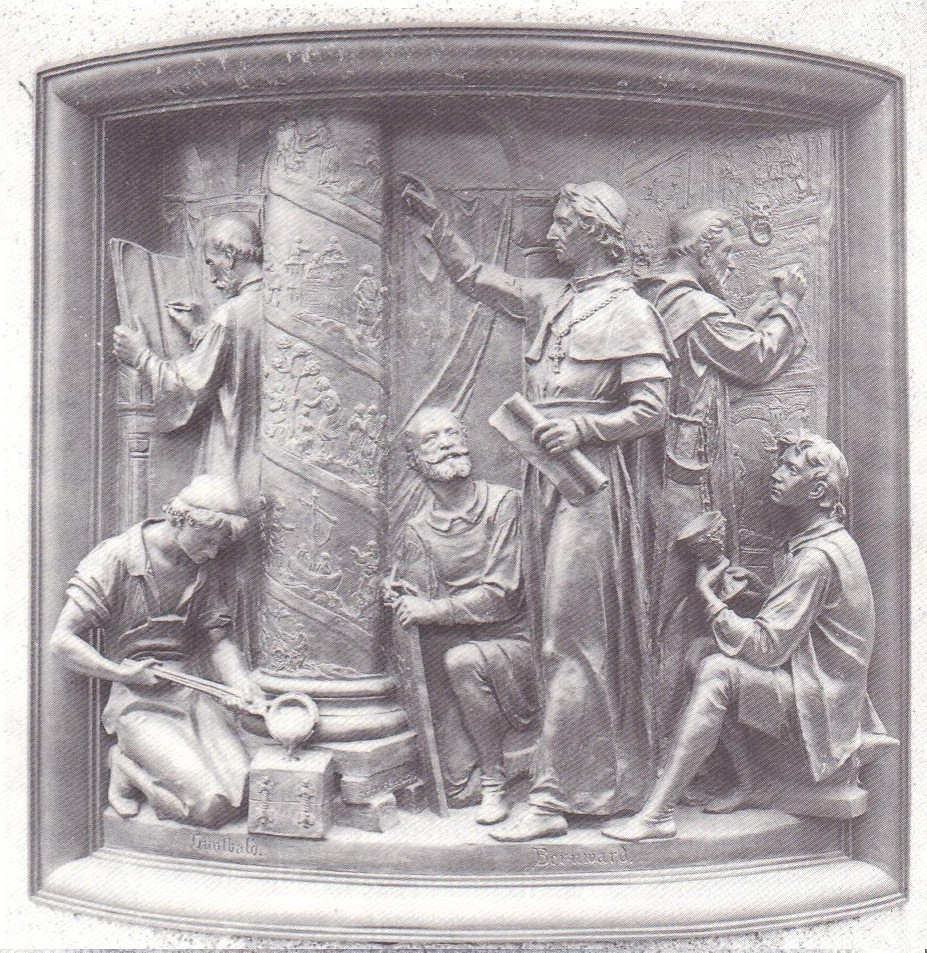
Bernward in seiner Künstlerwerkstatt an der Christussäule